# Felsinschrift von Adaköy
Die urartäische Felsinschrift von Adaköy, südwestlich von Malazgirt berichtet vom Bau von Bewässerungsanlagen durch König Menua.
„Dem Gott Ḫaldi, dem Mächtigen, hat Menua, Sohn des Išpuini, diesen Kanal gegraben. Sein Name ist ‚Menua-Kanal‘ (Menuai pili). Er hat ihn gegraben vom Menua-Tal zur Stadt Uliš[...]ini, zur Stadt [...]“.
Die folgende Zeile führt die Titel des Königs auf:
„Für dḪaldi, den Mächtigen – Menua, Sohn des Išpuini, Herr der Gesamtheit, König des Landes Biainili, Herrscher der Stadt Tušpa.“
Eine Reihe ähnlicher Inschriften sind bekannt, unter anderem aus Bakımlı, Katembastı, Edremit und Hotanlı. Sie belegen den systematischen Landesausbau durch Menua. In Urartu war Ackerbau zwar ohne  künstliche Bewässerung möglich, Sonderkulturen wie Wein oder Obst benötigten jedoch zusätzliches Süßwasser.